# Thunderball
Thunderball (bra: 007 contra a Chantagem Atômica; prt: 007 - Operação Relâmpago) é um filme britano-estadunidense de 1965, dos gêneros ação, aventura, ficção científica e suspense, dirigido por Terence Young (o mesmo de Dr. No e From Russia with Love), e com Sean Connery no papel principal. Este 4.º filme da série de James Bond é uma adaptação do romance homônimo de Ian Fleming.
Conta a história sobre um sequestro de duas bombas atômicas por parte da SPECTRE, que ameaça explodir uma cidade inglesa ou norte-americana se não receber um resgate de 100 milhões de libras em diamantes. O mundo não se quer render à chantagem, e o MI6 envia Bond para tentar localizar as bombas nas Bahamas.
O filme foi marcado por uma batalha iniciada pelo produtor Kevin McClory, que alegando ser autor de parte dos argumentos do livro, processou Ian Fleming por plágio e a Eon Productions para impedir a produção do filme. Um acordo fez McClory produzir Thunderball, visto que Harry Saltzman e Albert Broccoli temiam um filme rival.

## Sinopse
O líder da SPECTRE ameaça explodir mísseis nucleares caso não lhe paguem 100 milhões de dólares em diamantes. Cabe a Bond localizá-lo e impedi-lo.

## Elenco
- Sean Connery - James Bond
- Claudine Auger - Domino Derval
- Adolfo Celi - Emilio Largo
- Bernard Lee - M
- Edmond O'Brien - Gerald Grammer
- Lois Maxwell - Miss Moneypenny
- Rik Van Nutter - Felix Leiter
- Desmond Llewelyn - Q
- Luciana Paluzzi - Fiona Volpe
- Molly Peters - Patricia Fearing
- Martine Beswick - Paula Caplan

## Produção

### Controvérsia dos direitos
A obtenção dos direitos de Thunderball não fora pacífica. A ideia nasceu de um projeto cinematográfico de 007 feito pela Xanadu Productions (Ian Fleming, Ernest Cuneo, Ivar Bryce, e Kevin McClory), iniciando com um conto de Cuneo, com o primeiro roteiro escrito por Jack Whittingham e McClory planejando escrever o texto final. Porém o projeto não deu certo e quando o acordo acabou, Fleming publicou o livro em 1961, sendo o único creditado. Quando o produtor Kevin McClory e o roteirista Jack Whittingham notaram que algumas das suas ideias estavam no livro, abriram um processo por plágio e falsa atribuição. Isso impediu que Thunderball se tornasse no primeiro filme da série, como os produtores da Eon desejavam, dando lugar a Dr. No. Num acordo fora dos tribunais em 1963, McClory recebeu os direitos para alguns conceitos e aceitou produzir uma adaptação de Thunderball para a Eon.
O acordo incluía não tentar outra adaptação de Thunderball por 12 anos. Após a expiração do prazo em 1976, McClory decidiu filmar outra versão, sendo impedido por um processo da United Artists. Nos anos 80, McClory, ajudado pelo produtor Jack Schwartzman e pela Warner Bros, conseguiu os direitos sobre os personagens de 007 num processo sobre a United Artists, sob a condição de que o filme não tivesse "James Bond", "007" ou "Thunderball" no título.[carece de fontes?]
Never Say Never Again, com Bond novamente interpretado por Sean Connery, foi lançado em 1983. McClory tentou outra adaptação nos anos 90 com a Sony Pictures, mas esta foi abandonada após a MGM o processar e, através de um acordo, a Sony desistir e ceder à MGM todos os direitos para produzir filmes de James Bond.[carece de fontes?]

### O filme
Thunderball, filmado em vários locais do mundo, foi o filme mais bem sucedido dos filmes 007 dos anos 60. Em 1952, Ian Fleming escreve Thunderball e foi adaptado por Richard Maibaum. O escândalo de plágio não preocupava o escritor e os produtores Saltzman e Broccoli decidiram avançar primeiro com Dr. No. O realizador Guy Hamilton não estava disponível por cansaço do filme Goldfinger, Terrence Young foi chamado bem como Ken Adam para criar mais um filme da série 007, Porém, os desafios surgem logo antes das filmagens: 25% do filme é feito sob o nível da água. Cubby Broccoli contactou Ricou Browning, que já realizara trabalhos como Flipper, para criar as cenas aquáticas. Inédito na altura, alguns cenários tiveram que ser criados dentro da água.[carece de fontes?]
Outro desafio surge: a escolha dos actores. A escolha para Domino mostrou-se ser complicada. Centenas de actrizes queriam o papel como Julie Christie, Raquel Welch e Faye Dunaway. Com uma boa proporção entre a ingenuidade e o sex-appeal, deram a oportunidade à antiga Miss França Claudine Auger. Luciana Paluzzi devia ser a actriz para interpretar Domino. Mas os produtores decidiram dar-lhe o papel antagónico: Volpe. A restante equipa composta por Desmond Llewelyn e Lois Maxwell voltou a trabalhar neste filme nas habituais personagens de Q e Miss Moneypenny.[carece de fontes?]
As filmagens começam a 16 de Fevereiro de 1963 em Anet, ao mesmo tempo da estreia de Goldfinger em França. As sequência iniciais do filme juntavam acção, aventura e os engenhos de Q que neste filme o jetpack teve a sua admiração. Esta cena foi arriscada bem como a perseguição rodoviária em que um jetpack um foguete a mais de 160 km/h (100 milhas por hora).

## Local das filmagens
Thunderball foi rodado em:
- Reino Unido - nos estúdios da Pinewood em Londres, o autódromo de Silverstone, e Buckinghamshire[carece de fontes?]
- França no Château d'Anet[carece de fontes?]
- Bahamas, principalmente em Nassau (Caraíbas) e Paradise Island[carece de fontes?]
- Estados Unidos, em Miami e outras locações na Flórida.[carece de fontes?]

## Banda sonora
Mais uma vez, John Barry compõe uma banda sonora para a série 007. Como o disco da trilha sonora fora antecipada para as lojas enquanto Barry compunha ainda, não tinha músicas da segunda metade do filme (só lançou-se a trilha completa em 1997).
O tema inicial para os créditos era "Mr Kiss Kiss Bang Bang" (título tirado de uma matéria italiana sobre 007), composto por Barry e Leslie Bricusse e considerado para Shirley Bassey mas gravado por Dionne Warwick. Porém os produtores não queriam um tema com título diferente do filme. O letrista Don Black fora chamado, e em um fim de semana Black e Barry compuseram "Thunderball", gravado pelo cantor galês Tom Jones, que desmaiou ao cantar a nota final. "Mr Kiss Kiss Bang Bang" fora lançado apenas na década de 1990. O cantor Johnny Cash compôs um tema para o filme, mas os produtores recusaram.

## Recepção
Thunderball foi um dos filmes mais vistos na época: cerca de 140 milhões de ingressos foram conseguidos mundialmente à estreia, com um faturamento de 141,2 milhões de dólares. O supervisor de efeitos especiais John Stears ganhou o Oscar por seu trabalho em 1966, e o desenhista de produção Ken Adam fora indicado ao BAFTA.
É frequentemente citado por fãs como um dos melhores da série.

## Prêmios e indicações
Oscar 1966
- Venceu
  - Melhores efeitos visuais[15]